# Music Inn
Il Music Inn  è stato uno storico locale romano, dove si sono esibiti i più grandi musicisti jazz, situato in Largo dei Fiorentini 3 nel Rione Ponte.

## Storia
Fondato da Pepito Pignatelli, ha aperto il 24 gennaio 1974, in piena austerity con un concerto di Gianni Basso, Oscar Valdambrini e Dino Piana. Già nel corso di quella prima stagione si esibiscono grandi nomi come il quartetto di Ornette Coleman, con James Blood Ulmer alla chitarra, Sirone al contrabbasso e Billy Higgins alla batteria. A seguire il sestetto di Steve Lacy, con Steve Potts ai sassofoni, Michael Smith al pianoforte, Irene Aebi al violoncello e voce, Kent Carter al contrabbasso e Kenny Taylor alle percussioni, Dexter Gordon, Johnny Griffin, Art Farmer. Negli anni ha ospitato grandi nomi com Bill Evans, Barney Kessell, Phil Woods, Teddy Wilson. Fra gli italiani Giovanni Tommaso con il Perigeo, Giorgio Gaslini, Franco Cerri, Carlo Loffredo, Lino Patruno. 
Il club è stato un punto di riferimento per tanti giovani musicisti italiani, come Tommaso Vittorini,, Maurizio Giammarco, Rita Marcotulli, Bruno Biriaco, Massimo Urbani, Enzo Pietropaoli, Danilo Rea, Roberto Gatto, Fabrizio Sferra e altri.

Note 
1. ↑  Federico Scoppio,  MUSIC-INN-I-quarant-anni-del-tempio-del-Jazz/211979/ MUSIC INN. I quarant'anni del tempio del Jazz, Il sussidiario.net, 06 ottobre 2011
2. ↑   Ernesto Assante, Nella 'caverna del jazz' torna a suonare la musica di Mingus e Bill Evans, La Repubblica, 7 gennaio 2009 Music Inn

3. Marco Molendini. Pepito il principe del jazz, Minimum fax. 2022
1. ↑   Pepito, il principe del jazz, Minimum fax, 2022.